# Iglesia de las Islas Feroe
La Iglesia de las Islas Feroe (en feroés, Fólkakirkjan, literalmente "iglesia del pueblo") es la iglesia oficial más pequeña del mundo. Es una institución de arraigo en las islas Feroe, donde el 83% de la población está afiliado a ella; es decir, unas 40.000 personas.
La Iglesia de las Islas Feroe es una iglesia evangélica luterana. Tiene sus orígenes en la Iglesia de Dinamarca, de la que formó una diócesis hasta 2007, año en que entró en vigor una enmienda a la ley de autonomía de las Islas Feroe que le daba mayores atribuciones al gobierno local. Se constituyó formalmente como una iglesia independiente el 29 de julio de 2007, día de san Olaf, santo patrono de las islas.
Administrativamente está formada de una sola diócesis, dividida en 14 parroquias. La sede de la Iglesia se encuentra en Tórshavn, y el obispo es, desde 2007, Jógvan Fríðriksson.

## Historia

### Cristianización
Según la Saga Færeyinga, el jefe vikingo Sigmundur Brestisson llevó el cristianismo a las Islas Feroe. Por orden del rey noruego Olaf Tryggvason, Sigmundur obligó a los isleños a convertirse al cristianismo en 999. La resistencia a la nueva religión, liderada por el tristemente célebre Tróndur í Gøtu, fue rápidamente suprimida y, aunque el propio Sigmundur perdió la vida, el cristianismo se afianzó.

### Época católica
La introducción del cristianismo fue tomando forma encabezada por obispos misioneros elegidos entre los canónigos de la diócesis de Bergen y en un principio, eran sufragáneos de la arquidiócesis de Hamburgo-Bremen, hasta que en 1100 la iglesia católica elevó la región feroesa a diócesis independiente con el obispo Gudmund. La diócesis se transfirió a la arquidiócesis de Lund en 1104 y a finalmente en 1152 quedó sujeta a la arquidiócesis de Nidaros (Tróndheim). En 1138 la residencia episcopal se fijó en Kirkjubøur, que según la leyenda fue entregada al obispo Orm por Gæsa Sigursdottir como penitencia por haber comido carne durante la Cuaresma.
El periodo católico no siempre fue pacífico. Las sagas de las Islas Feroe contienen dos relatos sobre la forma en que la Iglesia se apoderó de una gran parte de la tierra, gravando al pueblo con impuestos tan severos que provocó una rebelión abierta. La saga de la batalla de Mannafallsdal cuenta que el obispo (probablemente el obispo Erlend, nombrado en 1269) fue asesinado frente a su iglesia por los rebeldes. El valor histórico de esta saga es muy discutible, pero sirve para ilustrar el conflicto entre la iglesia teocrática y una población empobrecida. Sin embargo, existe documentación razonable sobre el hecho de que la residencia del obispo en Kirkjubø fue quemada hasta los cimientos por los rebeldes, y que Erlend fue expulsado de las islas por orden del rey y murió en Bergen en 1308.
Probablemente hubo 34 obispos en las Islas Feroe entre el momento en que se introdujo el cristianismo en las islas y la Reforma. El último obispo fue Ámundur Ólavsson, que ocupó su cargo hasta que fue depuesto en 1538.

### La Reforma
En 1537, el rey Cristián III de Dinamarca decretó que las iglesias estatales oficiales de Noruega, Dinamarca y las Islas Feroe se reformaran de acuerdo con la doctrina luterana adoptada en las Confesiones de Augsburgo en 1530. En 1538 se desestableció el antiguo obispado católico y la Corona confiscó todas las tierras en poder de la Iglesia católica, que había ocupado alrededor del 40% de las Islas Feroe. 
En 1538, el último obispo católico de las Islas Feroe fue destituido de su cargo y se vio a ceder su sede y título al superintendente luterano Jens Riber. Riber sólo duró de 1540 a 1556, y luego también abandonó las islas.
En lo sucesivo un preboste o un deán asumió la representación de la iglesia bajo la diócesis de Zelanda en Dinamarca.

### Iglesia luterana
La forma luterana ortodoxa del cristianismo, propuesta por el obispo de Zelanda Jesper Brochmand, se afianzó con fuerza en las Islas Feroe. El devocionario de Brochmand, de alrededor de 1650, y los himnos de Thomas Kingo, de 1699, constituyeron una parte importante de la vida espiritual de las islas hasta el siglo XX. De hecho, la expresión Brochmandslestur aún se utiliza para describir textos y discursos largos y, como algunos podrían percibirlos, aburridos.

### Renacimiento nacionalista
Cuando en 1856 se levantó el monopolio comercial danés, la sociedad feroesa empezó a experimentar un auge económico y cultural. La restauración de la cultura feroesa, reprimida durante mucho tiempo, también provocó cambios en el cristianismo de las islas.
Los clérigos feroeses desempeñaron un papel importante en el despertar nacional y durante el conflicto lingüístico político y cultural (aproximadamente de 1908 a 1938), en el que se discutió  entre los defensores del idioma feroés de uso general y los defensores del idioma danés como lengua oficial de las Islas Feroe.
Tras grandes disputas, en 1924-25 se concedió al feroés el mismo estatus que al danés en los himnos y la predicación. Los rituales eclesiásticos (bautizo, entierro, matrimonio, etc.) se introdujeron en feroés en 1930, y en 1961 se publicó la edición feroesa autorizada de la Biblia. Durante la primera mitad del siglo XX, el decano Jákup Dahl tradujo el Nuevo Testamento del griego y lo publicó en 1937. Dahl también tradujo los salmos del Antiguo Testamento y, tras su muerte en 1944, un vicario llamado Kristian Osvald Viderø continuó traduciendo el resto de la Biblia del hebreo. En 1963 se publicó el primer himnario feroés, y ese mismo año el antiguo título de deán pasó a ser el de obispo adjunto. En 1977 se ordenó la primera mujer vicaria, y en 1990 las Islas Feroe se convirtieron en una diócesis independiente con su propio obispo dentro de la Iglesia de Dinamarca.
En 2005, las Islas Feroe firmaron un tratado con Dinamarca que permitía asumir el control de la mayoría de las instituciones públicas, incluido el aeropuerto de Vágar y la Iglesia del Pueblo. El 29 de julio de 2007, fecha de la fiesta nacional - Ólavsøka, la Iglesia feroesa se independizó totalmente de la Iglesia de Dinamarca.

## Organización
El líder supremo de la Iglesia es el primer ministro de las Islas Feroe, cargo que es ocupado por Kaj Leo Johannesen desde 2008. El gobierno feroés tiene jurisdicción directa sobre la Iglesia a través del ministerio de cultura, donde se rige su financiamiento y organización. Hay un Consejo Eclesiástico Nacional, consejos parroquiales y consejos congregacionales, que administran a diferentes niveles el funcionamiento de la Iglesia, sus templos y las actividades religiosas.
La Iglesia de las Islas Feroe está conformada por una sola diócesis, a la cabeza de la cual se encuentra el obispo (biskupur). La diócesis se divide en 6 regiones y 14 parroquias (prestagjøld), las cuales a su vez se dividen en 60 congregaciones.
El obispo es el cargo superior entre el clero feroés, y es elegido entre la comunidad de sacerdotes (prestur). Los sacerdotes son hombres o mujeres que pasan por un proceso de ordenación antes de asumir su cargo. Al menos debe haber un sacerdote por parroquia; ellos se encargan de brindar los servicios religiosos en las diferentes congregaciones. Al haber tres veces más iglesias que sacerdotes, es imposible que cada iglesia cuente con sacerdote cada domingo, por lo que la misa con frecuencia es realizada por un laico, quien sigue el libro litúrgico de Jákup Dahl.
1. Región de las Islas del Norte

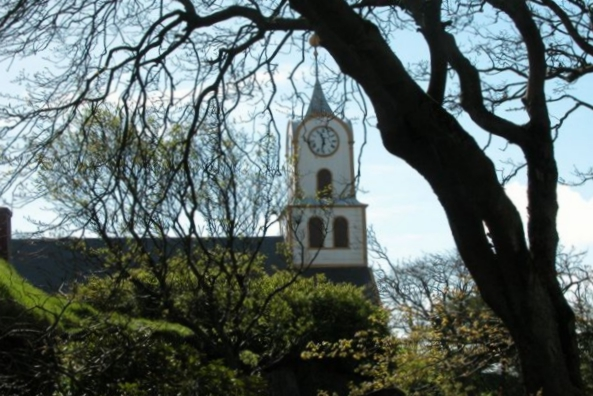
La catedral de Tórshavn, el principal templo cristiano de las Islas Feroe.

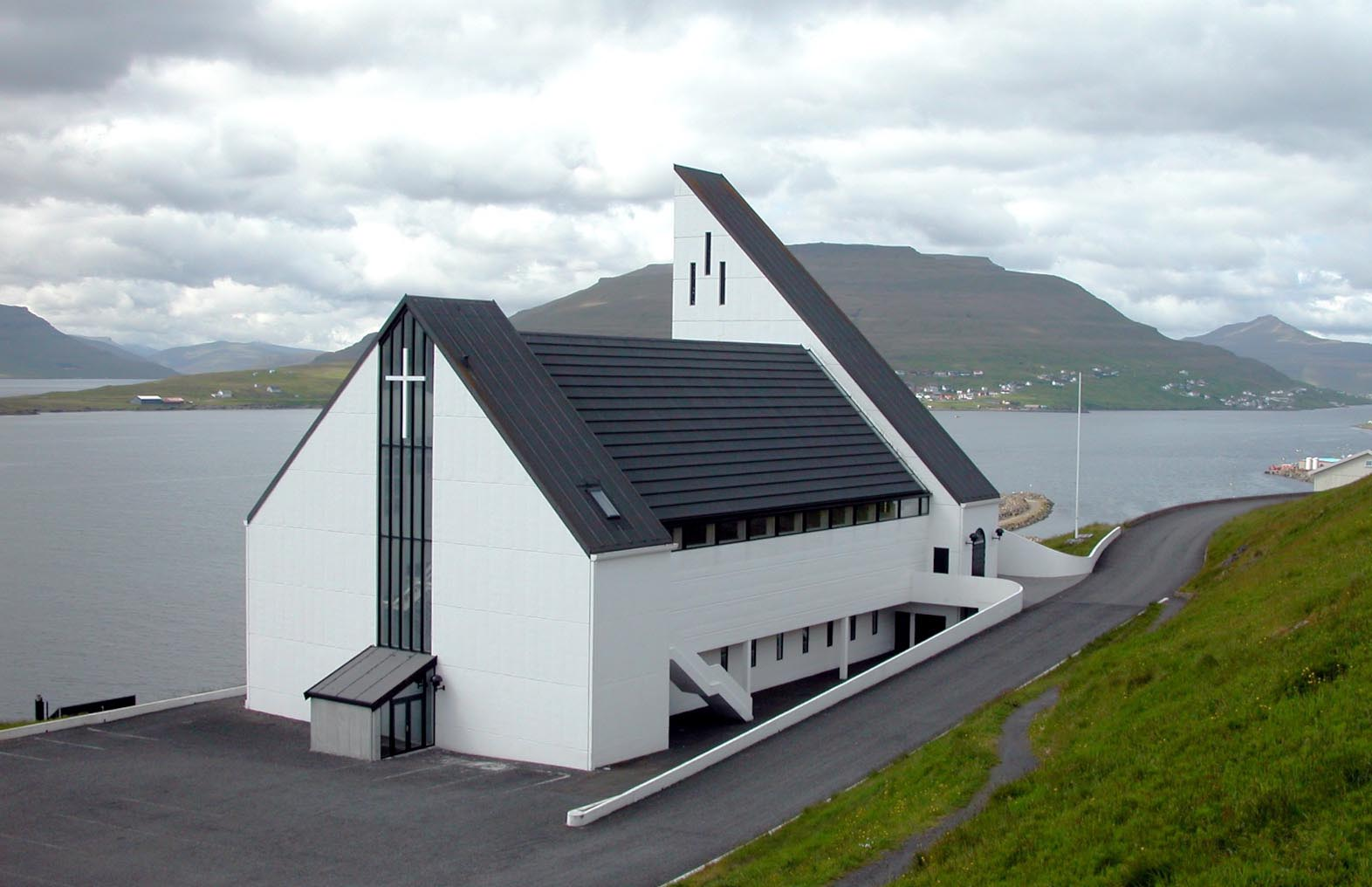
Fríðrikskirkjan, la iglesia ultramoderna de Nes.

- Parroquia de Oriente. Un sacerdote en Viðareiði, que sirve en las iglesias de Viðareiði, Hattarvík, Kirkja, Svínoy y Hvannasund.
- Parroquia de Occidente. Dos sacerdotes en Klaksvík, que sirven en la Christianskirkja de Klaksvík, y en las iglesias de Árnafjørður, Kunoy, Húsar y Mikladalur.

2. Región de Eysturoy
- Parroquia de Eiði. Un sacerdote en Eiði, que sirve  también en Gjógv, Funningur y Norðskáli.
- Parroquia de Fuglafjørður. Un sacerdote en Fuglafjørður, quien también sirve en las iglesias de Leirvík, Elduvík y Funningsfjørður.
- Parroquia de Glyvrar. Un sacerdote en Lambi (donde no hay iglesia), que sirve en las iglesias de Glyvrar y Rituvík.
- Parroquia de Nes. Un sacerdote en Nes, que sirve en la Fríðrikskirkjan de Nes, así como en la iglesia de Gøta.
- Parroquia de Sjógv. Un sacerdote en Innan Glyvur (donde no hay iglesia), que sirve en Strendur, Skáli, Oyndarfjørður y Selatrað.

3. Región de Streymoy
- Parroquia de Streymoy-Norte. Tres sacerdotes en Kvívík, Vestmanna y Hvalvík. También sirven en las iglesias de Kollafjørður, Hósvík, Haldarsvík, Tjørnuvík y Saksun.
- Parroquia de Streymoy-Sureste. Cuatro sacerdotes en Tórshavn. Sirven en la catedral de Tórshavn y en las iglesias de Nólsoy y Kaldbak.
- Parroquia de Streymoy-Suroeste. Dos sacerdotes en Tórshavn. Sirven en la Vesturkirkja de Tórshavn y en las iglesias de Argir, Kirkjubøur y Hestur.

4. Región de Vágar
- Parroquia de Vágar. Dos sacerdotes en Miðvágur y Vestmanna (el mismo de la parroquia de Streymoy-Norte), que sirven además en las iglesias de Sandavágur, Sørvágur, Bøur y Mykines.

5. Región de Sandoy
- Parroquia de Sandoy. Un sacerdote en Sandur, que también sirve a las iglesias de Skálavík, Húsavík, Dalur, Skopun y Skúvoy.

6. Región de Suðuroy.
- Parroquia del Norte. Un sacerdote en Tvøroyri, que también sirve en Hvalba, Fámjin y Sandvík.
- Parroquia del Sur. Un sacerdote en Vágur, que también sirve en Hov, Porkeri, Akrar y Sumba.